# Iris Eliisa Rauskala
Iris Eliisa Rauskala (ur. 14 marca 1978 w Helsinkach) – austriacka ekonomistka i urzędniczka państwowa, w latach 2019–2020 minister edukacji, nauki i badań naukowych.

## Życiorys
W 1996 zdała maturę w Wels, a w 2002 ukończyła studia ekonomiczne na Uniwersytecie Leopolda i Franciszka w Innsbrucku. W 2006 doktoryzowała się na tej uczelni w zakresie nauk społecznych i ekonomicznych. Do 2007 pracowała na macierzystym uniwersytecie, była też konsultantką do spraw zarządzania. W 2007 przeszła do administracji rządowej, była urzędniczką ministerstwa gospodarki i pracy, następnie resortu nauki i badań naukowych. W latach 2010–2011 pełniła funkcję zastępczyni dyrektora biura ministra. Potem ponownie zajmowała się działalnością dydaktyczną jako wykładowczyni w Zürcher Hochschule für Angewandte Wissenschaften. W 2015 powróciła do austriackiej administracji rządowej szczebla federalnego, objęła najwyższe urzędnicze stanowisko resortowe szefa sekcji.
W czerwcu 2019 powołana na urząd ministra edukacji, nauki i badań naukowych w technicznym rządzie Brigitte Bierlein. Stanowisko to zajmowała do stycznia 2020.
W 2021 została rektorem uczelni Hochschule für öffentliche Verwaltung und Finanzen Ludwigsburg.